# 狂戰士 (漫畫)
《狂戰士》（英語：BRZRKR）是由基努·李維和麥特·金特創作，羅恩·加尼繪製的美國超級英雄漫畫作品，講述被稱為的不朽戰士，歷經千古的他追尋著自己的身世和生命歸屬。該作為12期的有限系列，Boom!工作室於2021年3月3日發行漫畫首期。
漫畫首期發行後不久，Netflix取得版權以開發真人電影改編及衍生動畫劇集。

## 創作和出版
《狂戰士》的發展始於2020年7月對外公開，據《今日美國》報導，知名演員基努·李維在柏林排練《4》（2021年）前，與《紐約時報》暢銷作家麥特·金特共同創作一部為期12期的漫畫作品，故事源於李維多年的想法，亞歷山卓·維蒂（Alessandro Vitti）擔任畫師。李維表示，漫畫將探討「暴力的本質、道德、倫理，以及你會選擇哪一邊。」同時這部漫畫是圓他想扮演金鋼狼的夢，並補充有興趣將其改編成影視作品：「這是一個非常有趣的故事，所以如果不是我，我希望有人能扮演。」漫畫中含有主角攻擊他人胸口、拉出肋骨或扯掉手臂等強烈的暴力元素。維蒂以好萊塢電影的風格來繪製這些戰鬥場面，部份靈感攝取自李維的系列電影。
2020年8月，長期為DC和漫威工作的羅恩·加尼取代維蒂擔任《狂戰士》的畫師，成為加尼首部非兩家公司出版的作品。9月，李維擔任旁白的預告片釋出。漫畫透過Kickstarter平台募資，於10月份籌集超過140萬美元，此後又募得了40萬美元。
《狂戰士》由Boom!工作室出版，起初預定同年10月7日起每月發售引刷和數位版，之後延期了四個月，封面日期改為2021年2月17日，2021年3月3日起對外販售。2021年2月24日發售由喬恩·邁耶斯（Jonboy Meyers）繪製、李維親筆簽名的變體封面藝術版，限量一千份。2021年3月11日，《狂戰士》#1以全新封面定於4月7日再版。

## 劇情
被詛咒的不朽半神戰士——擁有不死之身、快速記憶和多語言能力，歷經千古的他為美國政府執行各種危險任務，以換取關於自己身世的真相，同時追尋生命的慰藉。

## 反響
《狂戰士》獲得外界歡迎，上市後不久很快就售罄，創刊號已在發行商售出超過61.5萬冊，成為近30年來銷量最高的原創漫畫。

## 改編
2021年3月22日，Netflix取得版權以開發真人電影改編及衍生動畫劇集，Boom!的羅斯·瑞奇和史蒂芬·克里斯蒂將與李維及的史蒂芬·哈梅爾（Stephen Hamel）共同製片，亞當·尤林（Adam Yoelin）擔任執行製片人，李維也有望主演。

## 外部連結
- BRZRKR （页面存档备份，存于） - Comic Vine